# Csere-bere páros
A Csere-bere páros vagy A hentes felesége (eredeti cím: The Butcher's Wife) 1991-ben bemutatott amerikai romantikus filmvígjáték, melyet Terry Hughes rendezett. A főbb szerepekben Demi Moore és Jeff Daniels látható.
Az Amerikai Egyesült Államokban 1991. október 25-én bemutatott film kritikai és bevételi szempontból is megbukott.

## Cselekmény
A látnok Marina jeleket vár arra vonatkozóan, hogy mikor talál rá az igaz szerelem. Leo Lemke New York-i hentes feltűnik a nő életében, aki meg van győződve róla, a sors őt jelölte ki férjéül. Az esküvő után Marina Leóhoz költözik és képességével nagy hatást gyakorol mások életére – közben azonban rájön, talán mégsem a megfelelő férfit választotta.

## Szereplők
| Színész            | Szerep          | Magyar hang     | Magyar hang       |
| Színész            | Szerep          | 1. szinkron     | 2. szinkron       |
| ------------------ | --------------- | --------------- | ----------------- |
| Demi Moore         | Marina Lemke    | Hegyi Barbara   | Györgyi Anna      |
| Jeff Daniels       | Dr. Alex Tremor | Gáti Oszkár     | Kautzky Armand    |
| George Dzundza     | Leo Lemke       | Konrád Antal    | Haás Vander Péter |
| Mary Steenburgen   | Stella Keefover | Kiss Mari       | Vándor Éva        |
| Frances McDormand  | Grace           | Tátrai Zita     | Molnár Zsuzsa     |
| Margaret Colin     | Robyn Graves    | Radó Denise     | Balázs Ági        |
| Max Perlich        | Eugene          | Fekete Zoltán   | Fekete Zoltán     |
| Miriam Margolyes   | Gina            | Czigány Judit   | Bókai Mária       |
| Christopher Durang | Mr. Liddle      | Felföldi László | Minárovits Péter  |
| Luis Avalos        | Luis            | Melis Gábor     | Botár Endre       |
| Helen Hanft        | Molly           | Tanai Bella     | Halász Aranka     |
| Elizabeth Lawrence | D'Arbo nagyi    | Kassai Ilona    | Kassai Ilona      |

## Fogadtatás
A film a premier hétvégéjén a 6. helyen nyitott a mozikban, 2 442 229 dolláros bevétellel. Az amerikai mozikban az összbevétele 9 689 816 dollár lett.
A Rotten Tomatoes weboldalon a film 17 kritika összegzése alapján 24%-os értékelést kapott. Roger Ebert filmkritikus 5-ből két és fél csillagra értékelte a romantikus vígjátékot. Véleménye szerint a film „…hóbortos, szívmelengető fantasy akar lenni és majdnem sikerrel is jár. Ám saját igényével, miszerint a cselekménybe – melynek erre nem lenne szüksége – egy hollywoodi csavart tegyen, önmagát árulja el”.
A 12. Arany Málna-gálán Demi Moore-t alakításáért (a szintén 1991-es Eszelős szívatás című filmjével együtt) legrosszabb női főszereplő kategóriában jelölték a díjra, melyet végül Sean Young vehetett át.

## Fordítás
- Ez a szócikk részben vagy egészben  a   The Butcher's Wife című angol Wikipédia-szócikk fordításán alapul.  Az eredeti cikk szerkesztőit annak laptörténete sorolja fel. Ez a jelzés csupán a megfogalmazás eredetét és a szerzői jogokat jelzi, nem szolgál a cikkben szereplő információk forrásmegjelöléseként.